# Seeschlacht bei Meloria
Die Seeschlacht bei Meloria, am 6. August 1284 zwischen Genua und Pisa ausgetragen, war die größte Seeschlacht des Mittelalters. Die kleine Felseninsel Meloria liegt nur wenige Seemeilen vor der italienischen Stadt Livorno. Knapp 100 Schiffe der Seerepublik Genua schlugen dort unter dem Kommando Oberto Dorias die etwa 120 Schiffe umfassende pisanische Flotte, die vom venezianischen Admiral Alberto Morosini geführt wurde.

## Hintergrund
Im Mittelalter entstanden in Italien und Dalmatien die sogenannten „Seerepubliken“ Republik Venedig, Republik Genua, Republik Pisa, Herzogtum Amalfi, Republik Ancona, Republik Ragusa, Gaeta und die kleine Republik Noli. Zunächst bekämpften sie, manchmal auch gemeinsam, die Sarazenen, die Mauren und andere arabische Völker, die im Mittelalter das Mittelmeer und insbesondere auch die Küsten Italiens unsicher machten. Sie nahmen auch an den Kreuzzügen teil und bauten nach und nach ein dichtes Netz von Handelsniederlassungen im gesamten Mittelmeerraum auf, wodurch sie zu großem Reichtum kamen und jeweils zu verschiedenen Zeiten das Mittelmeer beherrschten. Da sie vor allem wirtschaftlich, aber auch militärisch in ein und demselben Raum operierten, entwickelte sich sehr bald ein starkes Konkurrenzverhältnis zwischen den vier Republiken. Die teils heftigen Spannungen entluden sich wiederholt in blutigen Kriegen.
Die Seerepublik Pisa hatte bereits im 12. Jahrhundert ihren Widersacher Amalfi ausgeschaltet. Im Auftrag des Papstes befreite Pisa zusammen mit Genua die von den Sarazenen besetzten Inseln Sardinien und Korsika, die dann von beiden Republiken gemeinsam verwaltet werden sollten, was jedoch wegen permanenter Streitigkeiten zu Kriegen zwischen Pisa und Genua führte. Der Papst belehnte schließlich das spanische Haus Aragonien mit beiden Inseln, das ab 1323 den Pisanern Sardinien abnahm, jedoch in Korsika seinen Herrschaftsanspruch gegen die Genuesen nicht durchsetzen konnte. 
Nach wiederholten kleineren Seeschlachten zwischen Pisa und Genua kam es am 6. August 1284 zur Entscheidungsschlacht. Pisa unterlag Genua dabei. Später versandete auch der pisanische Hafen an der Arnomündung. Schließlich verlor die Stadt ihre Unabhängigkeit an Florenz.

## Verlauf der Schlacht
Die pisanische Flotte hatte im Juli 1284 die Stadt Rapallo geplündert und war dann vor dem Hafen Genuas aufgetaucht. Die Stadt war zu diesem Zeitpunkt schutzlos, da die genuesische Flotte vor Sardinien kreuzte. Die Pisaner schossen einige Pfeile mit provokativen Botschaften auf Genua ab. Manche behaupten, die Pisaner hätten sich aus Respekt vor der schutzlosen Stadt auf diese Aktion beschränkt, andere meinen, sie hätten sich vor der Rückkehr der genuesischen Flotte gefürchtet. Einige genuesische Schiffe verfolgten die Pisaner auf ihrer Weiterfahrt. Als sich beide Flotten vier Seemeilen vor der toskanischen Küste trafen, ließen sie sich bewusst auf eine Entscheidungsschlacht ein. 
Der 6. August war der Sankt-Sixtus-Tag, der pisanische Nationalfeiertag, an dem die Stadt mehrfach Seeschlachten und Kriege (so gegen die Mauren auf den Balearen und gegen andere Araber im Heiligen Land) gewonnen hatte. Mit diesem Ansporn und der Sicherheit der zahlenmäßigen Überlegenheit zogen die Pisaner mit ihren drei Geschwadern in den Kampf und fochten mit wilder Entschlossenheit gegen die beiden Geschwader Oberto Dorias und Corrado Spinolas. Zunächst beschoss man sich mit Pfeilen und Steinen, dann wurden die gegnerischen Schiffe geentert. Doch während des Kampfes erschien ein weiteres genuesisches Geschwader unter Benedetto Zaccaria, das sich hinter einem Felsvorsprung an der Küste versteckt hatte, und hielt auf die Flanke der Pisaner zu. Zaccaria eroberte das pisanische Flaggschiff und nahm Morosini gefangen. 20 pisanische Schiffe unter Graf Ugolino della Gherardesca griffen danach nicht mehr in den Kampf ein.

## Folgen
Der Sieg der Genuesen war deutlich. Sie hatten sieben pisanische Schiffe versenkt und 28 erobert. 5.000 Pisaner starben bei der Schlacht, 11.000 blieben als Kriegsgefangene lange Zeit in genuesischen Kerkern, darunter Rustichello da Pisa, der in Gefangenschaft Marco Polo traf und dessen Autobiografie Il Milione schrieb. Die Genuesen waren der Ansicht, man könne die Bevölkerung Pisas durch Entzug der Männer langfristig schrumpfen lassen. Pisas Rivalen in der Toskana antworteten auf die Frage, wo man Pisaner finden könne, lange Zeit höhnisch: „in Genua“. 13 Jahre nach der Schlacht kam es zu einem Friedensabkommen zwischen den beiden Städten, das auch eine Rückkehr der Gefangenen vorsah. Von den ehemals 11.000 pisanischen Kriegsgefangenen kehrten etwa 1.000 lebend in ihre Heimat zurück.
Was die zunächst stärkere Republik Genua angeht, konnte sie zwar für lange Zeit eine der vorherrschenden Seemächte im Mittelmeer sein, unterlag aber später dem weiter aufstrebenden Venedig 100 Jahre später im Chioggia-Krieg.